# Červenkův topol
Červenkův topol (též Červinkův nebo Pardubický topol) popisoval Jan Evangelista Chadt-Ševětínský v roce 1908 jako strom s největším obvodem na našem území. Roku 1902 bylo naměřeno 16 metrů, věk znalci odhadovali na 200 let. V roce 1913 již Chadt cituje obvod „pouze“ 860 centimetrů (Stráž 1910, VIII. 172, Háj 1910, XXXIX. 245). Topol rostl v Polabinách u Pardubic blízko břehu Labe, bližší poloha nebyla upřesněna. 28. října 1903 strom chytil (příčina nebyla objasněna), ale městští hasiči požár zvládli. Roku 1910 byl požár založen znovu, ale topol jej přežil bez výraznější újmy. Strom již neexistuje, datum zániku není známé, letopisy z roku 1929 o něm mluví již v minulém čase.

## Další významné topoly
V první polovině 20. století byly topoly oblíbenější a rozšířenější dřevinou než v dnešní době a na stanovišti často byly ponechány, dokud nedožily. Dnes jsou využívány méně a pro takové účely, kde se uplatní jejich rychlý růst (dočasné větrolamy, výroba biomasy apod.). Z těchto důvodů se dříve topoly dostávaly svojí mohutností na mnohem vyšší příčky, než dnes. Mezi deseti stromy s nejvyšším obvodem kmene uváděl Chadt roku 1908 ještě 3 topoly. Mezi aktuálními 30 čelními se dnes nevyskytuje topol jediný.
| strom            | druh           | obvod      | období     |
| ---------------- | -------------- | ---------- | ---------- |
| Červenkův topol  | topol černý[2] | 1600 cm ¹) | 1902       |
| Lochovický topol | topol černý    | 1571 cm    | do r. 1905 |
| Malovarský topol | (?)            | 1038 cm ²) | 1902       |
| Němčický topol   | topol bílý     | 973 cm     | 1904       |
¹) podle jiných pramenů jen 860 cm
²) v 50 cm výšky